# Jamraj nosaty
Jamraj nosaty, jamraj zwyczajny (Perameles nasuta) – gatunek niewielkiego ssaka z podrodziny jamrajów (Peramelinae) w obrębie rodziny jamrajowatych (Peramelidae).

## Taksonomia
Gatunek po raz pierwszy zgodnie z zasadami nazewnictwa binominalnego opisał w 1804 roku francuski przyrodnik Étienne Geoffroy Saint-Hilaire nadając mu nazwę Perameles nasuta. Miejsce typowe według oryginalnego opis to „Nouvelle-Hollande”, uściślone przez Toma Iredale’a i Ellisa Le Geyt Troughtona do Sydney, w Nowej Południowej Walii, w Australii. Holotyp to skóra i czaszka (obecnie zaginiona) samca o sygnaturze MNHN-ZM-MO-1990-417 z kolekcji Muzeum Historii Naturalnej w Paryżu; odłowiony w 1802 roku przez francuskiego przyrodnika Charlesa Alexandre’a Lesueura.
Takson siostrzany w stosunku do P. gunnii. Wcześniej wyróżniany podgatunek pallescens został na podstawie analizy opartej o dane genetyczne i morfometryczne wyodrębniony do rangi gatunku. Autorzy Illustrated Checklist of the Mammals of the World uznają ten gatunek za monotypowy.

### Etymologia
- Perameles: gr. πηρα pēra ‘kieszeń, torba’; rodzaj Meles Brisson, 1762 (borsuk)[18].
- nasuta: łac. nasutus ‘o dużym nosie’, od nasus ‘nos’[19].

## Zasięg występowania
Jamraj nosaty występuje we wschodniej Australia od środkowo-północnego Queenslandu na południe do Wiktorii.

## Wygląd
Długość ciała 31–44,5 cm, długość ogona 12–16 cm; masa ciała 0,52–1,3 kg (dorosłe samce są o 25% cięższe i 10% większe od dorosłych samic). Ssak podobny do szczura: pysk wydłużony, duże uszy, kończyny krótkie z długimi pazurami. Sierść szorstka, jasnobrunatna lub szara. Brzuch biały. 

## Tryb życia
Żyje na otwartych terenach, jest aktywny nocą. Przeważnie żywi się owadami, ale również małymi kręgowcami i roślinami. Ciąża trwa ok. 12 dni, w miocie rodzi się 1-5 młodych, zwykle 2-3.

## Status zagrożenia
W Czerwonej księdze gatunków zagrożonych Międzynarodowej Unii Ochrony Przyrody i Jej Zasobów został zaliczony do kategorii LC (ang. least concern „najmniejszej troski”).